# Battery Pier

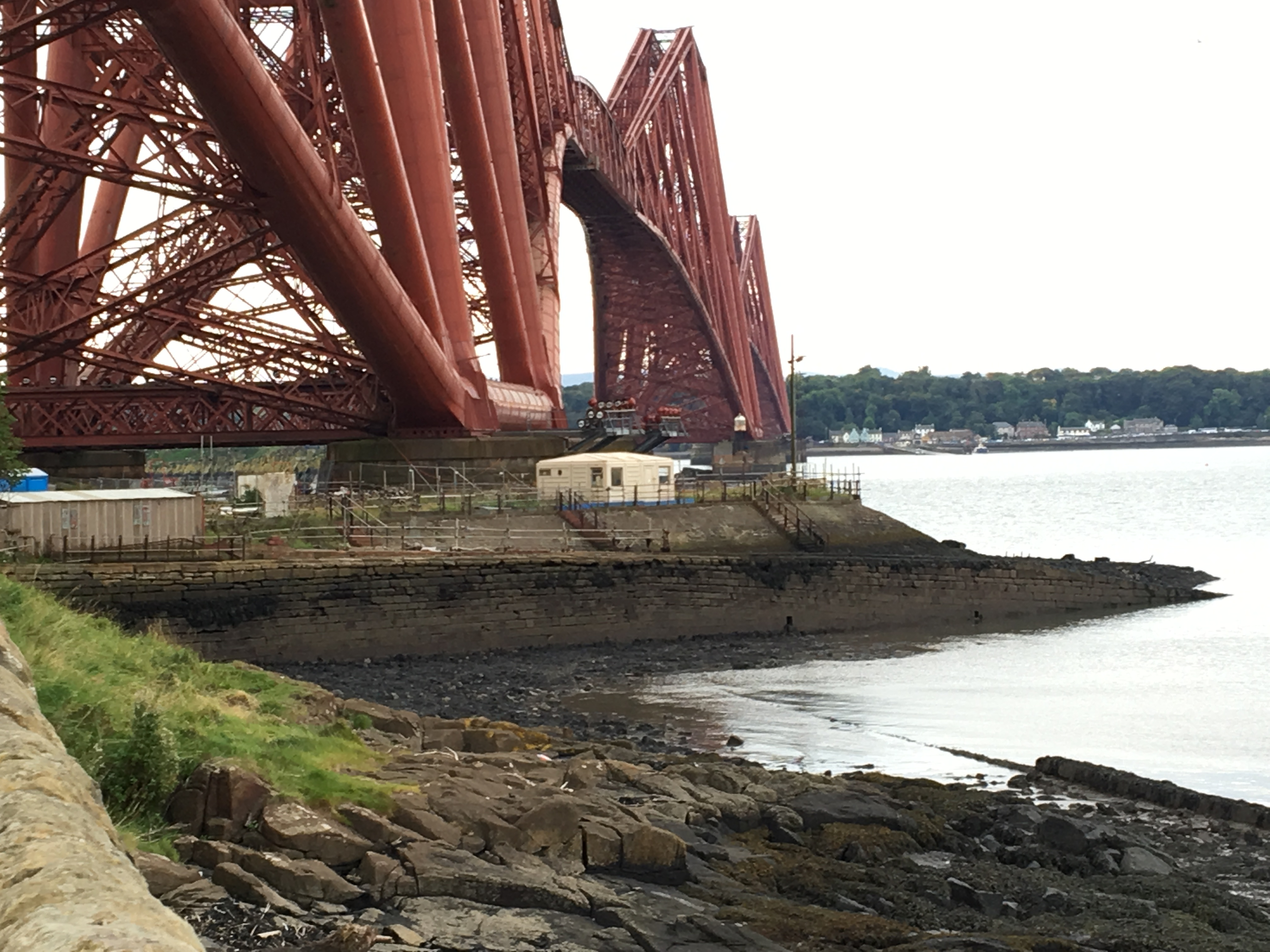
Battery Pier

Der Battery Pier ist ein Schiffsanleger in der schottischen Ortschaft North Queensferry in der Council Area Fife. 1996 wurde das Bauwerk als Einzeldenkmal in die schottischen Denkmallisten in der höchsten Denkmalkategorie A aufgenommen. Des Weiteren bildet es zusammen mit dem Signal House Pier, dem Lantern Tower und dem Signalhaus ein Denkmalensemble der Kategorie A.

## Geschichte
Spätestens seit dem Mittelalter war North Queensferry Standort eines Fähranlegers über den Firth of Forth, woher sich auch der Ortsname sowie der des gegenüberliegenden South Queensferrys ableitet. Im Jahre 1809 gründete sich die Forth Ferry Trustee Company. Per Parlamentsbeschluss wurden die Eigner des Fähranlegers im Folgejahr zum Verkauf der Fährrechte verpflichtet. In der Folge erhielten sie eine Kompensationszahlung in Höhe von 10.000 £. Die Anleger an beiden Ufern des Meeresarms befanden sich zu dieser Zeit in schlechtem Zustand. Aus diesem Grund wurde der schottische Ingenieur John Rennie mit der Überarbeitung und Erweiterung der Anlagen betraut. Der heutige Battery Pier entstammt im Wesentlichen dieser Bauphase. Die Gesamtkosten der Arbeiten auf beiden Seiten des Firth of Forth beliefen sich auf 33.825 £. Eine als West Battery Pier bezeichnete Erweiterung umfasste auch die Errichtung eines kombinierten Hauses, das den Fährleuten und wartenden Passagieren zur Verfügung stand. Der Bau erforderte zusätzliche 4207 £.
Direkt westlich des Anlegers wurde 1881 mit dem Bau der Forth Bridge begonnen. Ursprünglich war die Station der Küstenwache am heutigen Standort des nördlichsten Hauptpfeilers beheimatet. Mit Baubeginn bezog die Küstenwache ein Gebäude am Battery Hill und am Pier wurde eine Slipanlage hinzugefügt. Dem Battery Pier kam beim Brückenbau eine bedeutende Rolle zu. Für den regulären Fährbetrieb wurde er jedoch selten verwendet. Nur bei Niedrigwasser wurde bevorzugt nicht der heutige Alte Pier angelaufen. Mit dem Bau der Forth Road Bridge im Jahre 1964 wurde der Fährbetrieb eingestellt und der Schiffsanleger obsolet.